# Henri Falange
Henri Falange dit Henricus (ou Enrico) Houyez, né à Houyet à la fin du XVIe siècle ou au début du XVIIe siècle, est un peintre belge. La trace la plus ancienne de son activité est un tableau daté de 1619. Vers 1626, il reçoit des commandes pour le couvent parisien des Mathurins. En 1650 à Venise, il est encore signalé par des œuvres.

## Œuvres

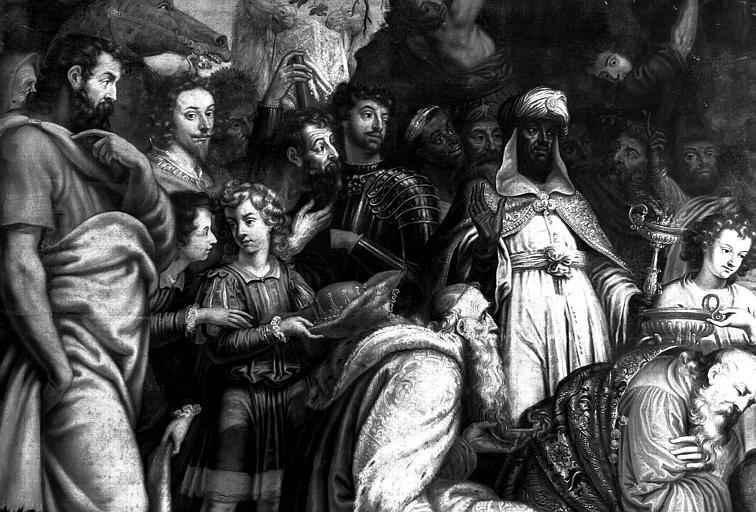
L'Adoration des mages, 1626

- Localisation actuelle inconnue, Saint Érasme, huile, 132 par 104, signée et datée 1619[2].
- Lyon, Primatiale Saint-Jean, Adoration des Mages, huile sur toile signée et datée Houyez 1626[3].
- Saint-Symphorien-de-Lay, département de la Loire, Purification de la Vierge, huile signée et datée Houyez 1626, donnée par le Cardinal Fesch[3].
- Jadis, Venise, Hôpital des mendiants, Vierge entourée de Saints, signalé dès 1699[4] et encore en 1806 [5].
- Jadis, Venise, Oratoire Saint Barthélémy, une série de dix tableaux sur le thème de la Vie de la Vierge[6].
- Localisation actuelle inconnue, Jeunes gens s'abreuvant à la fontaine du Parnasse, huile sur toile, 89,9 × 114 cm, signée et datée Houyez-Falange 1638[7].
- Localisation actuelle inconnue, Sujet allégorique avec Athéna, Homère, & Pègase, huile sur toile, 90 × 114 cm, signée et datée Houyez-Falange 1639[8].
- Localisation actuelle inconnue, Sujet allégorique, signé et daté 1641[9].

## L'Adoration des Mages de la Primatiale Saint-Jean
Ce tableau provient du couvent des Mathurins, à Paris, où il fut saisi à la Révolution puis envoyé à Lyon où il fit partie de la collection du Cardinal Fesch. Il avait été commandé par Louis Petit, général (père supérieur) de l'ordre des Mathurins à Henricus Houyez qui le data de 1626.